# Flachstreifiger Aaskäfer
Der Flachstreifige Aaskäfer (Silpha obscura) ist ein Käfer aus der Familie der Aaskäfer (Silphidae).

## Merkmale
Die Käfer werden 13 bis 17 Millimeter lang und haben einen flachen Körperbau. Ihr Körper ist matt schwarz gefärbt. Die Deckflügel tragen drei deutliche Längsrippen, von denen die weiter innen gelegenen etwas weniger kräftig ausgeprägt sind als die äußeren. Die Zwischenräume sind gleichmäßig mit Punkten strukturiert. Die Deckflügel haben an der Schulter Ecken. Der Halsschild ist glatt und vorne abgeflacht und von oben gesehen nur wenig ausgerandet. Das achte Fühlerglied ist glockenförmig geformt und nicht länger als das neunte. Das fünfte Glied ist länglich und das sechste rundlich geformt. 

### Unterarten
- Silpha obscura obscura Linnaeus, 1758.[1]
- Silpha obscura orientalis Brullé, 1832. Bulgarien, Griechenland, Mazedonien, Rumänien sowie im Nahen Osten.[2]

### Ähnliche Arten
- Schwarzer Schneckenjäger (Phosphuga atrata) und mehrere Arten der Gattung Silpha, darunter Silpha tristis und Silpha carinata.

## Vorkommen
Die Tiere kommen in Europa und Asien, östlich bis in die Mongolei außer im hohen Norden und im Hochgebirge vor. Die Art ist weit verbreitet und kommt in Bezug auf die Gattung Silpha am häufigsten vor. 

## Lebensweise

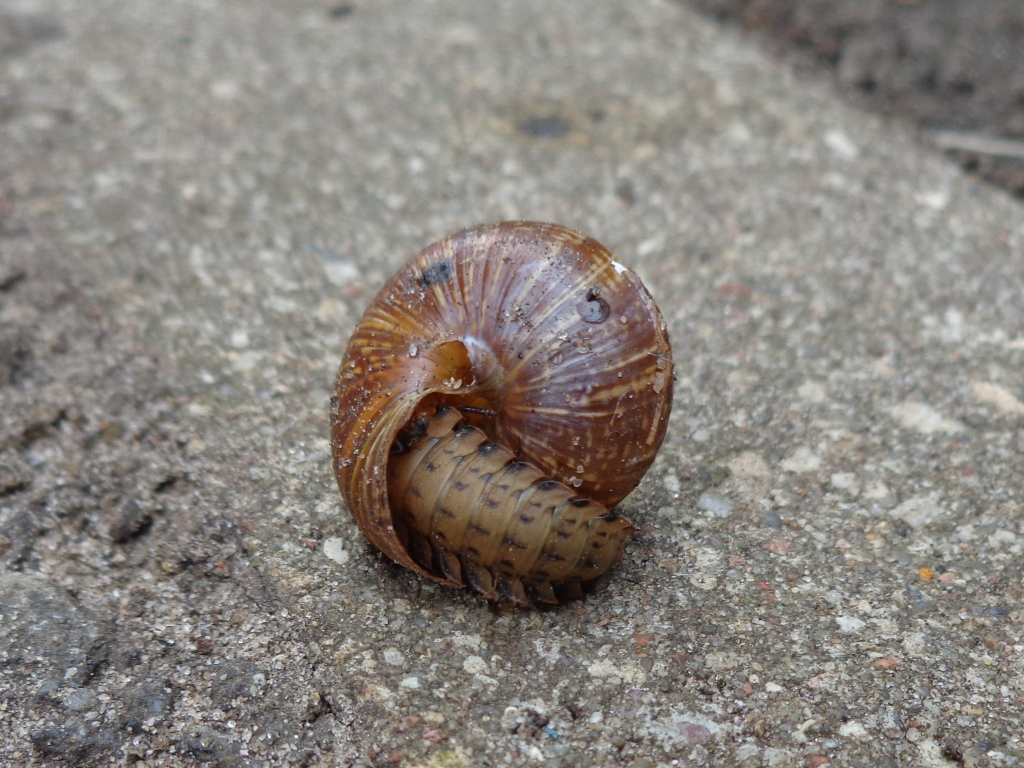
Larve

Die Flachstreifigen Aaskäfer leben wie die meisten Aaskäfer an Aas, sie ernähren sich aber mitunter auch räuberisch.